# Benazir Bhutto
Benazir Bhutto (in urdu بينظیر بھٹو‎?; Karachi, 21 giugno 1953 – Rawalpindi, 27 dicembre 2007) è stata una politica pakistana, per due volte primo ministro: dal 1988 al 1990 e dal 1993 al 1996. È stata anche la prima donna eletta a capo di un governo democratico in un paese a maggioranza musulmana. Liberale e laica ideologicamente, ha presieduto o co-presieduto il Partito popolare pakistano (PPP) dai primi anni '80 fino al 2007.
Dopo un comizio politico a Rawalpindi, il 27 dicembre 2007 fu assassinata in un attacco suicida mentre dalla sua auto salutava la folla. L'attentatore si fece poi saltare in aria causando un'altra ventina di morti.

## Biografia

### Dagli inizi al secondo mandato
Benazir Bhutto era la figlia primogenita del deposto primo ministro Zulfiqar Ali Bhutto e di Begum Nusrat Bhutto (1929-2011), quest'ultima di origini curdo-iraniane. Il nonno paterno sir Shah Nawaz Bhutto era invece un sindhi ed era stato una delle figure chiave del movimento indipendentista pakistano. Effettuati gli studi intermedi in Pakistan, nel 1973 conseguì la laurea in scienze politiche presso l'università statunitense di Harvard.
Si trasferì in seguito ad Oxford per studiare politica, filosofia ed economia presso il St Catherine's College. Non ancora ventenne, divenne assistente del padre nel suo lavoro. Tornata in Pakistan dopo gli studi universitari, subì gli eventi che condussero dapprima alla deposizione, quindi all'esecuzione di suo padre per volere del generale Muhammad Zia-ul-Haq, dittatore al potere, e fu relegata agli arresti domiciliari. Quando nel 1984 ottenne il permesso di tornare nel Regno Unito, divenne leader in esilio del Partito Popolare Pakistano (PPP), già presieduto dal padre, distinguendosi per la volontà di restaurare un governo di tipo civile e democratico e combattendo l'estremismo. Suo fratello minore Shahanawaz Bhutto morì avvelenato a Cannes in circostanze misteriose nel 1996 e l'altro fratello Murtaza Bhutto fu ucciso dalla polizia a Karachi in un incidente mai chiarito.
La sua influenza sulla vita politica pakistana restò tuttavia limitata fino alla morte di Zia-ul-Haq il 17 agosto 1988. Alle successive elezioni del 16 novembre il PPP ottenne la maggioranza relativa all'Assemblea Nazionale. Bhutto entrò in carica come prima ministra il 2 dicembre dopo la formazione della coalizione di governo, divenendo così all'età di trentacinque anni la persona più giovane e anche la prima donna a ricoprire l'incarico in un paese musulmano contemporaneo. Fu destituita nel 1990 dall'allora presidente della Repubblica dietro accuse di corruzione e il PPP perse le elezioni tenutesi nell'ottobre dello stesso anno.

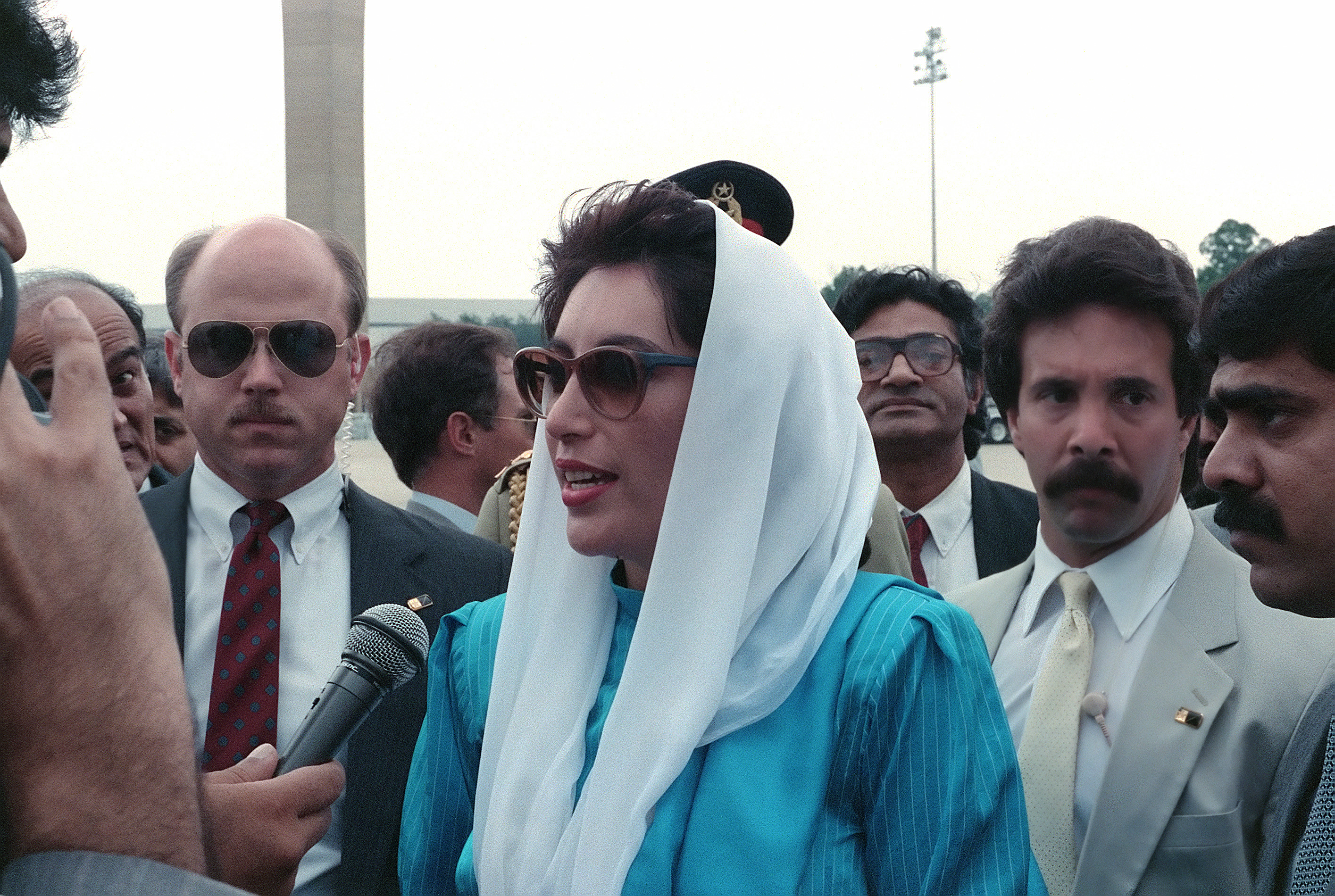
Benazir Bhutto in visita a Washington nel 1989

Fino al 1993 restò a capo dell'opposizione al governo di Nawaz Sharif, leader della Lega Musulmana-N, quando una nuova consultazione decretò la vittoria del suo partito e l'inizio del suo secondo mandato da Premier. Questo mandato fu nuovamente segnato da accuse di corruzione che colpirono anche Asif Ali Zardari, marito di Bhutto, che l'opinione pubblica chiamava "Mister 10%" per le tangenti che avrebbe preteso dagli uomini d'affari. Asif Ali Zardari non si è mai scrollato di dosso questa reputazione, nemmeno dopo l'assoluzione dall'accusa di riciclaggio da parte del Tribunale Svizzero. Le accuse di corruzione condussero a una seconda destituzione di Bhutto nel 1996. Dopo questa data e fino alla modifica della Costituzione da parte di Pervez Musharraf (2002) non poté ricandidarsi, essendo esclusa per legge la possibilità di un terzo mandato.

### Rientro in Pakistan
Trascorsi così otto anni in esilio volontario tra Dubai e Londra, il 18 ottobre 2007 il suo ritorno in patria per prepararsi alle elezioni nazionali del 2008 fu funestato da un attentato che causò 138 vittime e almeno 600 feriti. Le esplosioni ebbero luogo a Karachi durante un corteo di sostenitori che accoglieva l'entrata dell'ex Prima Ministra nella città, subito dopo il suo arrivo all'aeroporto. Benazir Bhutto, su un camion blindato da cui salutava i cittadini e sostenitori, rimase illesa; gran parte delle vittime era costituita da membri del Partito Popolare Pakistano. Il giorno seguente l'ex Premier accusò il governo del presidente Pervez Musharraf di non aver preso provvedimenti preventivi affinché la strage, preannunciata da un allarme da parte dei servizi segreti prima delle esplosioni, fosse scongiurata.
In mancanza di rivendicazioni da parte dei reali mandanti degli attacchi suicidi, Benazir Bhutto dichiarò di essere certa che questi fossero avvenuti per mano di un gruppo di matrice talebana e sicuramente anche di un gruppo di seguaci dell'ex dittatore Muhammad Zia-ul-Haq, autore del golpe contro il governo del padre Zulfiqar Ali Bhutto. All'indomani della strage di Karachi, nel clima di tensione instauratosi anche a causa delle operazioni militari fatte scattare dal governo nei confronti delle roccaforti talebane nel nord del paese, Bhutto fu costretta agli arresti domiciliari che furono revocati solo grazie alle pressioni statunitensi. Il 2 novembre 2007 venne trasmessa da un programma di approfondimento di Al Jazeera English un'intervista concessa da Benazir Bhutto a Sir David Frost, uno dei più famosi giornalisti della BBC con quarant'anni di esperienza nell'intervistare personalità di primo piano.
Dopo soli sei minuti di conversazione il giornalista domandò ragguagli circa la lettera che Benazir Bhutto aveva inviata al presidente Pervez Musharraf prima di ritornare in Pakistan. Nella risposta, pochi giorni dopo essere scampata al sanguinoso attentato del 18 ottobre, Benazir Bhutto elencò i nemici indicati al presidente e tra questi citò un ufficiale dei servizi segreti pakistani che secondo lei aveva avuto rapporti con Omar Sheikh, ossia colui che, disse Bhutto, "ha assassinato Osama bin Laden". Frost non sembrò cogliere la sensazionale rivelazione circa l'avvenuto omicidio di Bin Laden e proseguì l'intervista lasciando cadere la questione. La BBC ritenne che si fosse trattato di un lapsus, tanto più che nei giorni seguenti la Bhutto rilasciò interviste parlando di Bin Laden come ancora vivo.

### Assassinio

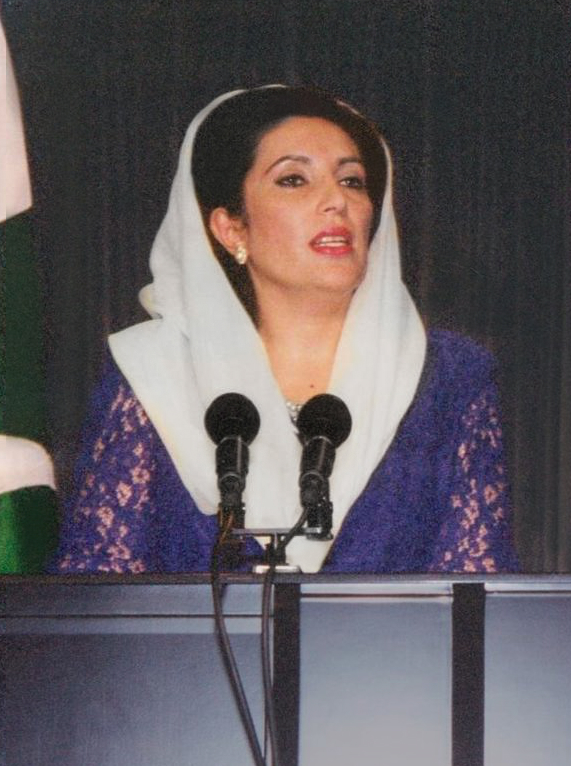
Benazir Bhutto nel 1994

Bhutto morì il 27 dicembre 2007 a seguito di un ulteriore attacco suicida avvenuto al termine di un suo affollato comizio a Rawalpindi, a circa 30 km dalla capitale Islamabad: nell'attentato morirono almeno 20 persone e altre 30 rimasero ferite. Mentre salutava la folla affacciata al tettuccio della sua Toyota blindata, un poliziotto si avvicinò e le sparò con la pistola; qualche istante dopo un attentatore si fece esplodere vicino all'auto, che resistette all'urto. L'esplosione fece una strage fra le migliaia di persone radunate per assistere al comizio. Trasportata immediatamente in ospedale, la leader pakistana dell'opposizione morì poco dopo a causa della gravità delle ferite riportate, dovute anche al violento spostamento d'aria causato dall'esplosione.
Il presidente pakistano Pervez Musharraf condannò l'attentato compiuto a sua detta da "terroristi islamici". La voce fu confermata da Mustafa Abu al-Yazid, capo delle operazioni dell'organizzazione terroristica al-Qa'ida in Afghanistan e uno dei fedelissimi dell'egiziano Ayman al-Zawahiri, numero due di al-Qa'ida, che avrebbe ordinato personalmente l'assassinio. Tuttavia Asif Ali Zardari, il marito della Bhutto, accusò il governo di Musharraf quale responsabile dell'attentato. Nell'attentato potrebbe avere avuto un ruolo l'ISI (Inter-Services Intelligence), potente servizio segreto pakistano e sostenitore dei talebani sin dai tempi dell'invasione sovietica dell'Afghanistan del 1979, sotto la direzione di Akhtar Abdur Rahman quando al governo vi era il dittatore Zia-ul-Haq, e mai epurato da Musharraf degli elementi fondamentalisti se non con cambiamenti di facciata ai vertici dello stesso.

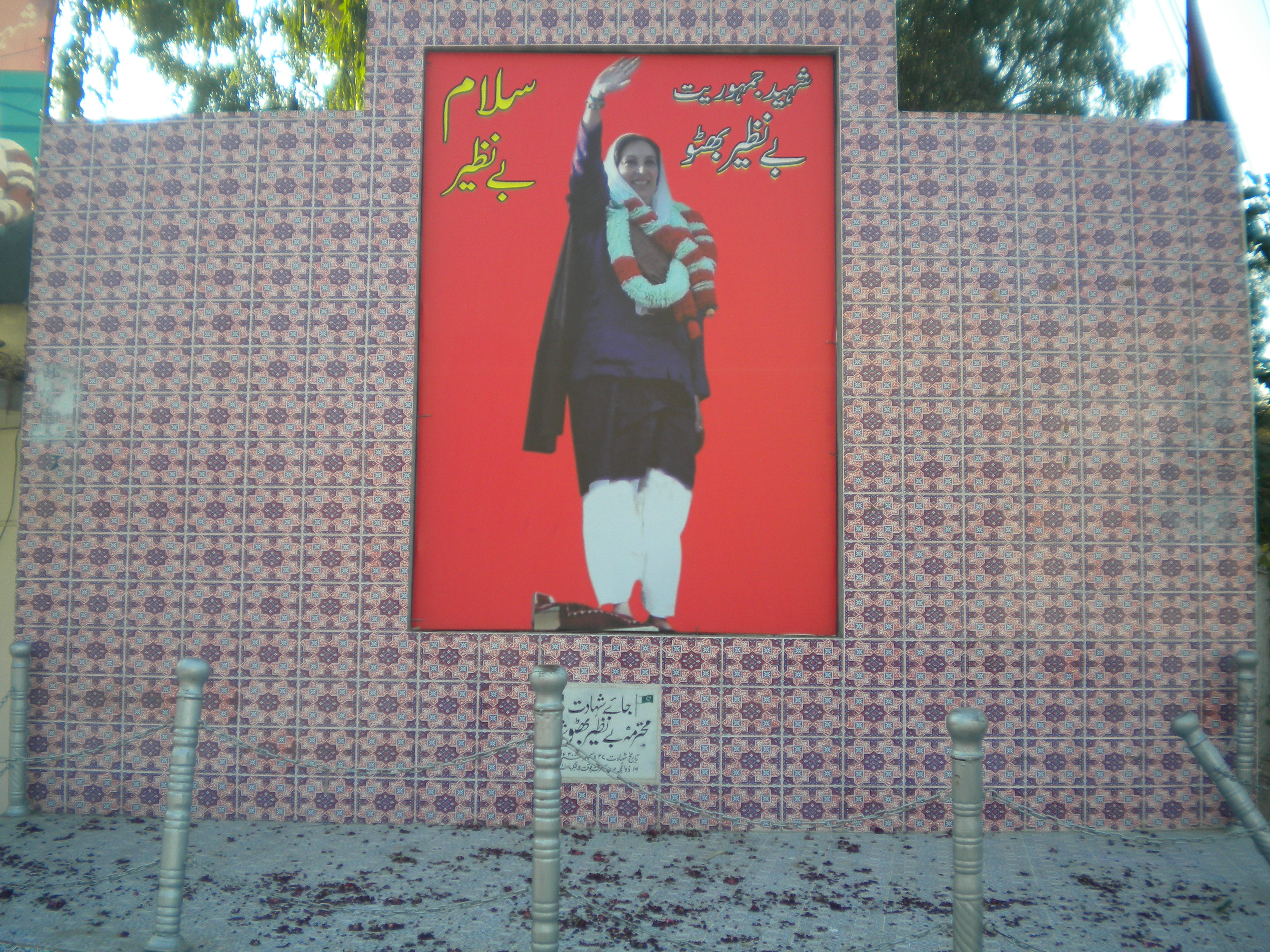
Un ricordo di Bhutto eretto nel luogo dell'omicidio: un ritratto incornciato da piastrelle rosa

Invece altri commentatori osservarono come l'attentato fosse avvenuto all'indomani della stretta intesa raggiunta tra lo stesso Musharraf e il presidente afgano Hamid Karzai, che avrebbe dovuto incontrare anche la Bhutto per una strategia più efficace nella lotta ai talebani che controllavano di fatto il confine tra i due paesi. Un'intesa favorita attivamente dagli Stati Uniti.
Nei giorni seguenti l'omicidio scoppiarono proteste in tutto il paese: banche, uffici governativi, stazioni ferroviarie e Tir furono attaccati e bruciati, una quarantina di persone persero la vita nei disordini. Il governo annunciò prontamente di aver identificato il mandante nel leader talebano Baitullah Mehsud, divulgando una telefonata in cui avrebbe parlato con gli uomini che hanno organizzato l'attentato. Al-Qa'ida tuttavia negò ogni addebito con la smentita di Mehsud che escluse ogni coinvolgimento nella vicenda.
Trascorsi tre giorni dalla morte, secondo tradizione, fu aperto il testamento dove veniva nominato il figlio primogenito, allora diciannovenne, Bilawal Bhutto Zardari a capo del Partito. Di fatto fu il vedovo Asif Ali Zerdari, formalmente co-presidente, a guidarlo, mentre Makhdoom Amin Fahim, il braccio destro di Benazir, fu candidato a primo ministro, stante secondo la legge pakistana l'impossibilità di poter eleggere a questa carica una persona con meno di 25 anni.
Il 26 aprile 2013 una corte pakistana ha posto Musharraf agli arresti domiciliari in relazione alla morte di Benazir Bhutto Il 31 agosto 2017 il tribunale antiterrorismo di Rawalpindi ha condannato Musharraf latitante in merito al caso di omicidio della Bhutto. Il 21 giugno 2008 le è stato intitolato l'Aeroporto Internazionale Benazir Bhutto a Islamabad.

## Vita privata

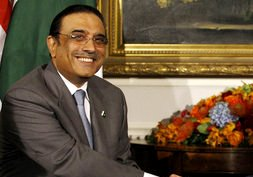
Nel 1987, Bhutto sposò Asif Ali Zardari (qui nel 2008)

Al ritorno in Pakistan nel 1987, la madre di Bhutto ha organizzato il suo matrimonio con l'uomo d'affari Asif Ali Zardari. Molti dei suoi amici furono sorpresi dal fatto che la Bhutto avesse acconsentito alla tradizione islamica di un matrimonio combinato dati i suoi atteggiamenti liberali, tuttavia, in seguito lei raccontò di "sentirsi in obbligo nei confronti della mia famiglia e della mia religione" di andare fino in fondo e che il suo alto profilo pubblico rendeva difficile per lei trovare marito con altri mezzi. Ha costantemente presentato un'immagine di rispetto e lealtà per suo marito, durante le numerose accuse e periodi di reclusione che ha dovuto affrontare. Allen ha commentato che probabilmente non si sarebbe mai saputo quanto fosse felice il matrimonio della coppia, poiché la Bhutto "proiettava sempre sostegno e lealtà per il suo impopolare compagno".
Zardari proveniva da una famiglia di proprietari terrieri e suo padre aveva ottenuto ulteriore ricchezza attraverso l'edilizia e l'industria cinematografica. La cerimonia del matrimonio ebbe luogo nei giardini del Clifton Palace a Karachi nel dicembre 1987. L'evento è stato pubblicizzato come il "matrimonio del popolo", che fungeva da manifestazione politica de facto, con una successiva festa a cui parteciparono 200.000 persone. Là, qualcuno sparò in aria per festeggiare con alcuni kalashnikov, provocando accidentalmente un morto e più feriti. La Bhutto sapeva che essere sposata le dava un'immagine di rispettabilità che avrebbe migliorato le sue possibilità di essere eletta. Ha mantenuto il cognome della famiglia Bhutto piuttosto che prendere quello del suo nuovo marito.
Negli ultimi anni della vita di Bhutto, lei e suo marito vivevano separati. Secondo Allen, sarebbe stata consapevole che un divorzio o una separazione pubblica avrebbero comportato la fine della sua carriera politica in Pakistan a causa dello stigma sociale sull'argomento. In un'intervista del 2007, Bhutto ha detto che lei e suo marito vivevano separati a causa delle sue esigenze mediche, aggiungendo che lo visitava ogni mese a New York. Per quanto riguarda le voci sulla separazione, nel 2008 l'amica di Bhutto, Victoria Schofield, ha affermato che il matrimonio non dovrebbe essere giudicato secondo gli standard ordinari. Secondo Schofield, dopo il ritorno dalla prigione di Zardari, il matrimonio dei Bhutto stava attraversando un processo di "riadattamento". Nel 2018 Ron Suskind ha descritto il matrimonio come "probabilmente non del tutto negativo", anche se ha aggiunto che la Bhutto non considerava suo marito un partner alla pari nel matrimonio.
La coppia ha avuto tre figli: un figlio, Bilawal, è nato nel settembre 1988, mentre lei era in campagna elettorale per le elezioni di quell'anno. Aveva anche due figlie, Bakhtawar (nata il 25 gennaio 1990) e Aseefa (nata il 3 febbraio 1993). Quando ha dato alla luce Bakhtawar, è diventata il primo capo di governo eletto a partorire mentre era in carica. La Bhutto era devota a suo padre e suo marito.

## Opere
- Daughter of Destiny: An Autobiography, 1989.
- Reconciliation: Islam, Democracy, and the West, 2008.